# Polen Uslupehlivan

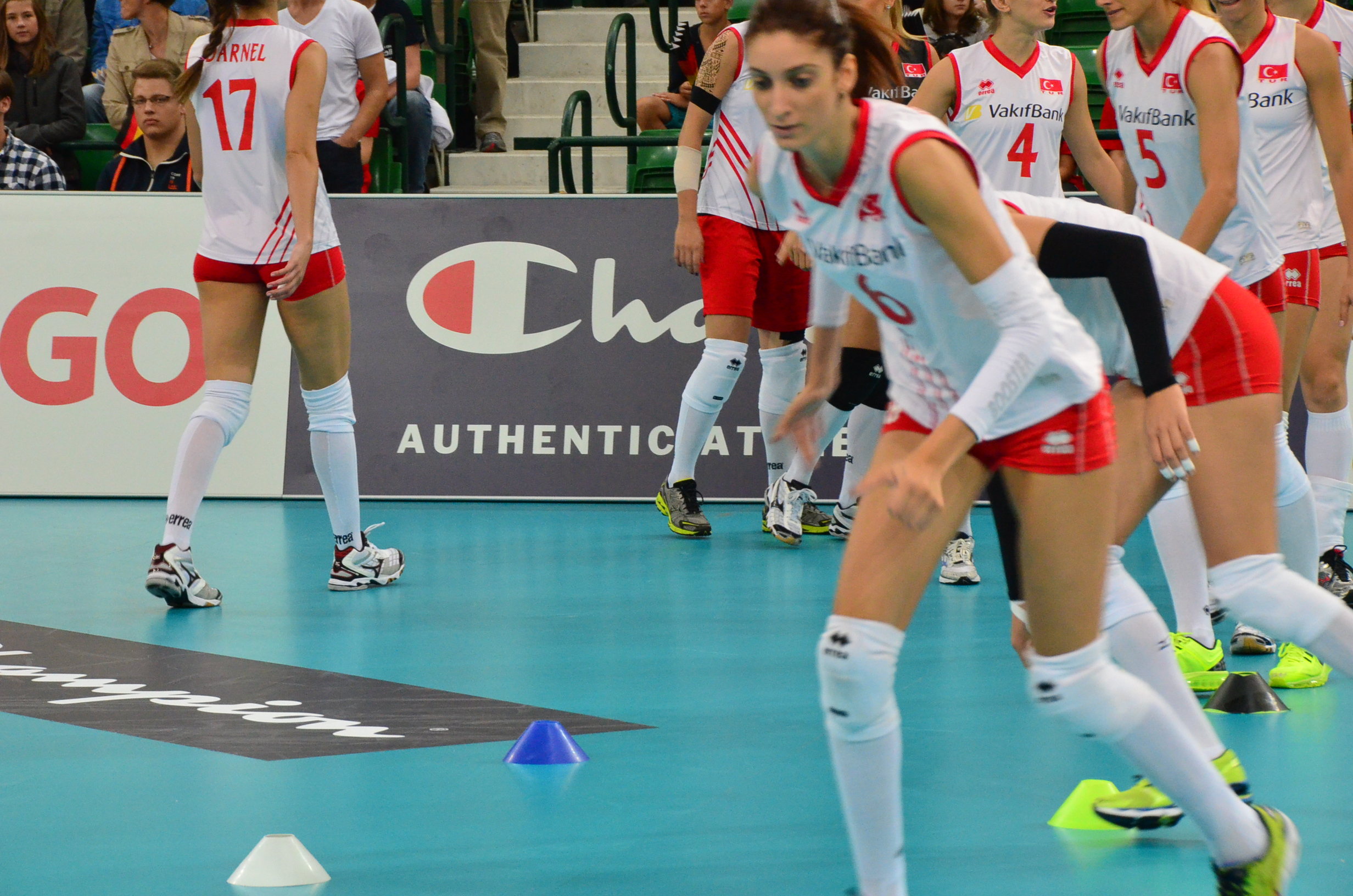
Polen Uslupehlivan (en primer terme) el 2013

Polen Uslupehlivan   (Yüreğir, 27 d'agost de 1990) és una jugadora de voleibol turca. Actualment juga al Fenerbahçe d'Istanbul i també a la selecció nacional de Turquia. També estudia a la Universitat Haliç (Corn d'Or) d'Istanbul. Amb el seu equip anterior, el Vakıfbank SK, va guanyar els campionats femenins d'Europa i del món el 2013. També va participar en els Jocs Olímpics d'Estiu de 2012.